# Westville (Kanada)
Westville (do 1868 Acadia Mines) – miasto (town) w kanadyjskiej prowincji Nowa Szkocja, w hrabstwie Pictou, podjednostka podziału statystycznego (census subdivision). Według spisu powszechnego z 2016 obszar miasta to: 14,23 km², a zamieszkiwało wówczas ten obszar 3628 osób (gęstość zaludnienia 254,9 os./km²).
Miejscowość, której pierwotna nazwa brzmiała Acadia Mines, otrzymała 25 lutego 1868 współcześnie używane miano określające jej położenie wśród górniczych osad hrabstwa, w 1888 otrzymała status miasta (town), choć pierwsze wybory odbyły się sześć lat później.